# Kim Ruzz
Kim Ruzz föddes i Danmark som Kim Thyge Jensen och spelade trummor i det danska black metal-bandet Mercyful Fate på deras tre första album, den självbetitlade EPn, Don't Break the Oath och Melissa. Artistnamnet är inspirerat av Kims favoritband Rush.
Efter att Mercyful Fate splittrades 1985 slutade han att spela trummor och flyttade till USA. Han flyttade dock hem till Danmark några år senare och arbetade bland annat som brevbärare och arbetsförmedlare samt spelade i lokala hårdrockbandet Metalruzz fram till 2014 då han fick sluta av hälsoskäl.
Ruzz har inte medverkat på några av Mercyful Fates album eller turnéer efter återföreningen på 90-talet. Han deltog dock när bandet (förutom sångaren King Diamond) mottog Steppeulven-priset av danska musikkritikerföreningen den 28 januari 2017.